# フィリップス・ウィレム (オラニエ公)
フィリップス・ウィレム（Filips Willem van Oranje, 1554年12月19日 - 1618年2月20日）は、オラニエ（オランジュ）公。オランダ総督・オラニエ公ウィレム1世の長男。母アンナはエフモント伯ラモラールと同族である。名前は父の主君、神聖ローマ皇帝カール5世の息子フェリペと、父の名前を取って名付けられた。

## 生涯
1568年にスペインへ拉致され、マドリードでカトリック教徒として育てられた。そのため、八十年戦争に加担せず、オランダ共和国の内政にも関わらなかった。父ウィレムによって相続人から外されていたにもかかわらず、1584年に父が暗殺されるとオラニエ公領などの遺領を相続したとして、異母弟マウリッツやフレデリック・ヘンドリックと争った。
1598年からブリュッセルやブレダ（当時スペインの支配下にあった）で暮らし、南ネーデルラントにあったオラニエ＝ナッサウ家の財産を自らのものとした。1606年にコンデ公アンリ1世の娘エレオノールと結婚したが、子供はできなかった。1618年、ブリュッセルで謎の死を遂げた。その後、異母弟マウリッツがオラニエ公を継承した。